# Stenoscaptia aroa
Stenoscaptia aroa är en fjärilsart som beskrevs av Bethune-Baker 1904. Stenoscaptia aroa ingår i släktet Stenoscaptia och familjen björnspinnare. Inga underarter finns listade i Catalogue of Life.